# Ernst Werner von Heyden

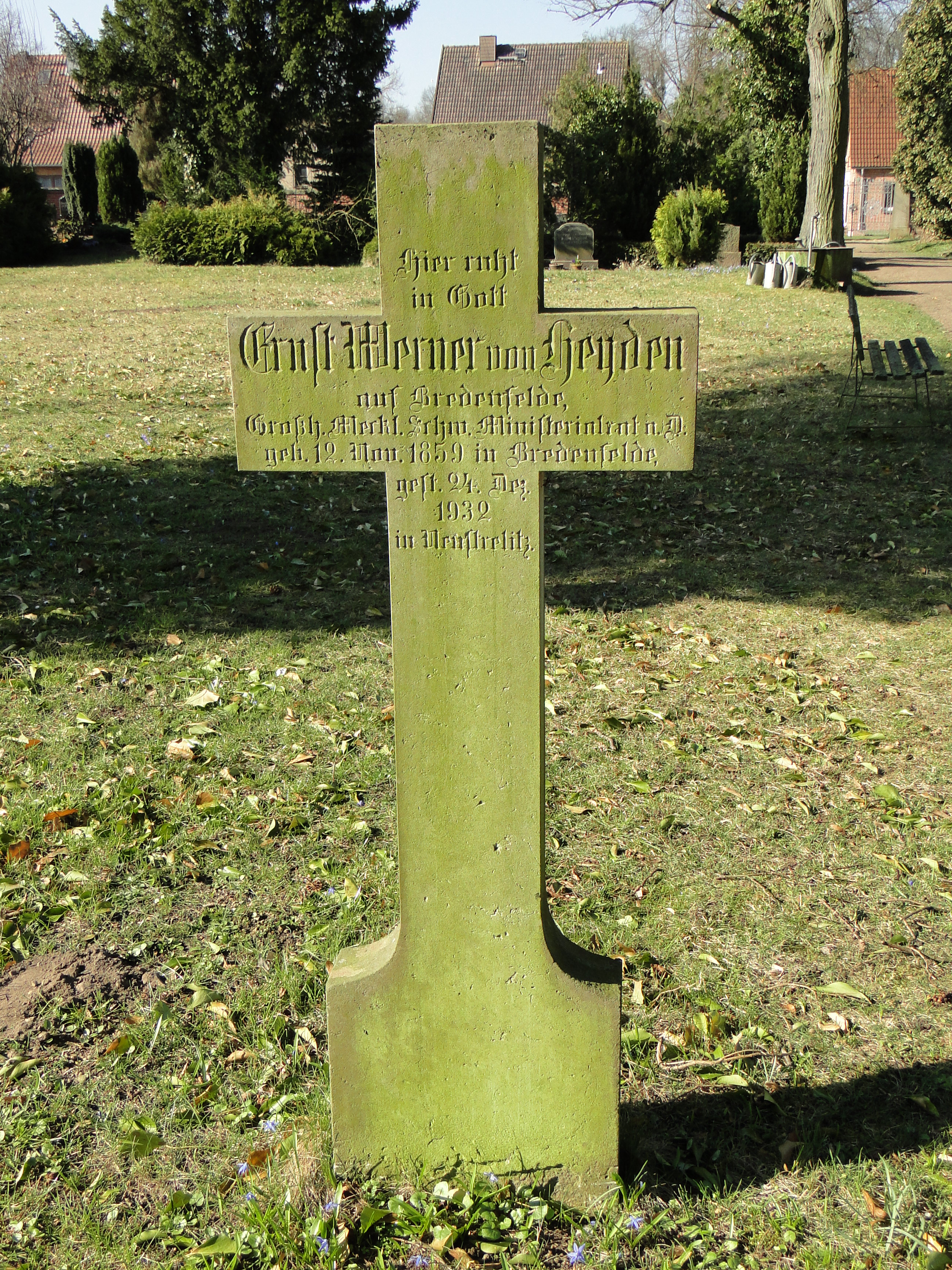
Grabstein von Ernst Werner von Heyden auf dem Friedhof Kloster Dobbertin

Ernst Werner Georg Waldemar von Heyden (* 12. November 1859 in Bredenfelde; † 25. Dezember 1932 in Neustrelitz) war ein deutscher Verwaltungsjurist und Gutsbesitzer.

## Leben
Ernst Werner von Heyden war der einzige Sohn von Ernst von Heyden (Politiker, 1817) und dessen zweiter Frau Charlotte (Lolo), geb. Freiin von Brandenstein (1831–1908). Er wurde zwei Monate nach dem Tod seines Vaters geboren. Seine Mutter übernahm die Verwaltung von Gut und Herrenhaus Bredenfelde.
Er wurde zuerst mit seinen Schwestern von Ernst Haack unterrichtet und besuchte dann, unterstützt durch eine halbe Königliche Freistelle, die Klosterschule Ilfeld bis zum Abitur. Er studierte Rechtswissenschaften an den Universitäten Heidelberg, Leipzig, Berlin und zuletzt ab Oktober 1881 Rostock.
Nach Ableistung seines Dienstes als Einjährig-Freiwilliger im 2. Großherzoglich Mecklenburgischen Dragoner-Regiment Nr. 18 trat er in den Staatsdienst des Großherzogtums Mecklenburg-Schwerin.
Er wurde zunächst als Amts-Assessor in Hagenow und Amtsverwalter in Wismar eingesetzt. Zum 1. Oktober 1895 wurde er zum Amtmann im Domanialamt (Dorf) Mecklenburg-Redentin-Poel mit Sitz in Wismar befördert.  1898 wechselte er als Vortragender Rat in das Finanzministerium in Schwerin. Als solcher verhandelte er mit Preußen den Staatsvertrag über die Abschaffung der Mecklenburgischen Landeslotterie und die Übernahme der preußischen Klassenlotterie  vom 28. November 1904. Die Vereinbarung trat am 1. Juli 1905 in Kraft.
Zum gleichen Zeitpunkt schied er aus dem Staatsdienst aus; anschließend war er für die Verwaltung der mecklenburgischen Güter des Fürstenhauses Schaumburg-Lippe auf Vietgest tätig. Nach dem Tode seiner Mutter 1908 erbte er das Gut Bredenfelde und übernahm dessen Verwaltung. Durch die Weltwirtschaftskrise von 1929 schwer verschuldet, wurde das Gut Bredenfelde am 3. September 1931 unter Zwangsverwaltung gestellt und am 27. Januar 1932 an die Mecklenburgische Landgesellschaft verkauft, die das 814 Hektar große Anwesen durch 48 neu geschaffene Siedlerstellen mit einer Größe von jeweils 7,6 bis 25 Hektar aufsiedelte. Auch das Herrenhaus musste verkauft werden.
1889 heiratete er in der Schlosskirche (Neustrelitz) Mary Elisabeth Friederike Thoma Mathilde Armgard, geb. von Bülow (* 1869 in Lühburg), eine Tochter des mecklenburg-strelitzischen Stallmeisters Detlev von Bülow (1829–1886) auf Klein Berkenthin.
Ernst Werner von Heyden starb am 25. Dezember 1932 in Neustrelitz und wurde am 28. Dezember 1932 auf dem Klosterfriedhof von Dobbertin beigesetzt.

## Auszeichnungen
- Hausorden der Wendischen Krone, Ritter (9. April 1902)[9]
- Preußische Landwehrdienstauszeichnung II. Klasse
- Ehrenzeichen zur Erinnerung an die Silberne Hochzeit von Fürst Georg (Schaumburg-Lippe) und Marie Anna von Sachsen-Altenburg (1907)[10]